# 臺北廳
臺北廳（日语：〔〕／ Taihoku chō */?）為台灣日治時期的一個行政區劃，初設於1901年（明治34年）11月「廢縣置廳」之際。當時將台北縣廢除，並將所屬十個辦務署重新分割為基隆、台北、深坑、桃園、新竹五個廳；其中台北廳轄有原台北、滬尾兩辦務署之地。1909年10月，基隆廳（轄原基隆、水返腳、頂雙溪等辦務署）和深坑廳（轄原景尾辦務署）的一部分被併入台北廳。1920年（大正9年）10月，台北廳廢廳，並與宜蘭廳及桃園廳的三角湧支廳合併為台北州。

## 地理
台北廳位居於台灣最北部，在1920年時的管轄範圍為東經21度14分40秒至122度6分15秒，北緯24度40分21秒至25度37分53秒，管轄台灣本土的一部分及7個屬島，包含社藔島、中山仔、桶盤嶼、基隆嶼、彭佳嶼、棉花嶼、花瓶嶼。東南方以高山與宜蘭廳為界，西南方連接桃園廳，東北及西北方面臨中國海（東海），直島嶼皆在東北方海域。臺北廳的極東位於「棉花嶼」，為東經122度6分12秒；極西位於「八里坌堡坑仔口庄」，為東經121度14分40秒；極南位於「蕃地塔曼山頂」，為北緯24度40分21秒；極北位於「彭佳嶼」，為北緯25度37分53秒。
全廳面積136方里強，占全台灣土地面積1/17弱，在總督府轄下的12個廳中名列第10；若只算行政區域而不計蕃地，則面積110方里強，約占全島行政區域面積1/11，排名第6。臺北廳的普通行政區包含大加蚋堡、擺接堡、興直堡、八里坌堡、芝蘭一堡、芝蘭二堡、芝蘭三堡、金包里堡、石碇堡、基隆堡、三貂堡等11堡，以及文山堡的大部分地區，共有約300個街庄。

1901年臺北廳位置，北側藍色地區
1909年臺北廳位置，北側藍色地區

## 沿革
| 1896年6月 | 1896年6月 | 1897年6月    | 1898年6月    | 1899年7月    | 1900年9月  | 1901年11月 | 1901年11月 | 1909年10月 | 1909年10月 | 1915年12月     | 1920年10月 | 1920年10月             |
| --------- | --------- | ------------ | ------------ | ------------ | ---------- | ---------- | ---------- | ---------- | ---------- | -------------- | ---------- | ---------------------- |
| 臺北縣    | 基隆支廳  | 頂双溪辨務署 | 頂双溪辨務署 | 基隆辨務署   | 基隆辨務署 | 基隆廳     | 頂双溪支廳 | 臺北廳     | 頂双溪支廳 | 頂双溪支廳     | 臺北州     | 基隆郡                 |
| 臺北縣    | 基隆支廳  | 景尾辨務署   | 景尾辨務署   | 基隆辨務署   | 基隆辨務署 | 基隆廳     | 頂双溪支廳 | 臺北廳     | 頂双溪支廳 | 頂双溪支廳     | 臺北州     | 基隆郡                 |
| 臺北縣    | 基隆支廳  | 金包里辨務署 | 金包里辨務署 | 基隆辨務署   | 基隆辨務署 | 基隆廳     | 金包里支廳 | 臺北廳     | 金包里支廳 | 金包里支廳     | 臺北州     | 基隆郡、淡水郡         |
| 臺北縣    | 基隆支廳  | 基隆辨務署   | 基隆辨務署   | 基隆辨務署   | 基隆辨務署 | 基隆廳     | 直轄       | 臺北廳     | 基隆支廳   | 基隆支廳       | 臺北州     | 基隆郡                 |
| 臺北縣    | 基隆支廳  | 基隆辨務署   | 基隆辨務署   | 基隆辨務署   | 基隆辨務署 | 基隆廳     | 瑞芳支廳   | 臺北廳     | 瑞芳支廳   | 基隆支廳       | 臺北州     | 基隆郡                 |
| 臺北縣    | 基隆支廳  | 水返腳辨務署 | 水返腳辨務署 | 水返腳辨務署 | 基隆辨務署 | 基隆廳     | 瑞芳支廳   | 臺北廳     | 瑞芳支廳   | 基隆支廳       | 臺北州     | 基隆郡                 |
| 臺北縣    | 直轄      | 水返腳辨務署 | 水返腳辨務署 | 水返腳辨務署 | 基隆辨務署 | 基隆廳     | 水返腳支廳 | 臺北廳     | 水返腳支廳 | 水返腳支廳     | 臺北州     | 基隆郡、七星郡         |
| 臺北縣    | 直轄      | 士林辨務署   | 台北辨務署   | 台北辨務署   | 台北辨務署 | 臺北廳     | 士林支廳   | 臺北廳     | 士林支廳   | 士林支廳       | 臺北州     | 台北市、新莊郡、七星郡 |
| 臺北縣    | 直轄      | 士林辨務署   | 台北辨務署   | 台北辨務署   | 台北辨務署 | 臺北廳     | 錫口支廳   | 臺北廳     | 錫口支廳   | 錫口支廳       | 臺北州     | 七星郡                 |
| 臺北縣    | 直轄      | 士林辨務署   | 台北辨務署   | 水返腳辨務署 | 台北辨務署 | 臺北廳     | 錫口支廳   | 臺北廳     | 錫口支廳   | 錫口支廳       | 臺北州     | 七星郡                 |
| 臺北縣    | 直轄      | 士林辨務署   | 台北辨務署   | 台北辨務署   | 台北辨務署 | 臺北廳     | 直轄       | 臺北廳     | 直轄       | 直轄           | 臺北州     | 台北市                 |
| 臺北縣    | 直轄      | 士林辨務署   | 三角湧辨務所 | 台北辨務署   | 台北辨務署 | 臺北廳     | 直轄       | 臺北廳     | 直轄       | 直轄           | 臺北州     | 台北市                 |
| 臺北縣    | 直轄      | 士林辨務署   | 枋橋支廳     | 台北辨務署   | 台北辨務署 | 臺北廳     | 枋橋支廳   | 臺北廳     | 枋橋支廳   | 海山郡         | 臺北州     |                        |
| 臺北縣    | 直轄      | 士林辨務署   | 新庄支廳     | 台北辨務署   | 台北辨務署 | 臺北廳     | 新庄支廳   | 臺北廳     | 新庄支廳   | 新莊郡         | 臺北州     |                        |
| 臺北縣    | 淡水支廳  | 滬尾辨務署   | 新庄支廳     | 滬尾辨務署   | 滬尾辨務署 | 臺北廳     | 新庄支廳   | 臺北廳     | 新庄支廳   | 新莊郡         | 臺北州     | 滬尾辨務署             |
| 臺北縣    | 淡水支廳  | 滬尾辨務署   | 滬尾支廳     | 滬尾辨務署   | 滬尾辨務署 | 臺北廳     | 滬尾支廳   | 臺北廳     | 淡水支廳   | 新莊郡、淡水郡 | 臺北州     | 滬尾辨務署             |
| 臺北縣    | 淡水支廳  | 樹林口辨務署 | 小基隆支廳   | 滬尾辨務署   | 滬尾辨務署 | 臺北廳     | 小基隆支廳 | 臺北廳     | 淡水支廳   | 新莊郡、淡水郡 | 臺北州     | 滬尾辨務署             |
| 臺北縣    | 直轄      | 景尾辨務署   | 景尾辨務署   | 景尾辨務署   | 景尾辨務署 | 深坑廳     | 新店支廳   | 臺北廳     | 新店支廳   | 新店支廳       | 臺北州     | 文山郡                 |
| 臺北縣    | 直轄      | 景尾辨務署   | 景尾辨務署   | 景尾辨務署   | 景尾辨務署 | 深坑廳     | 直轄       | 臺北廳     | 深坑支廳   | 深坑支廳       | 臺北州     | 文山郡                 |

## 行政區劃

### 1901年－1909年（二十廳時期）

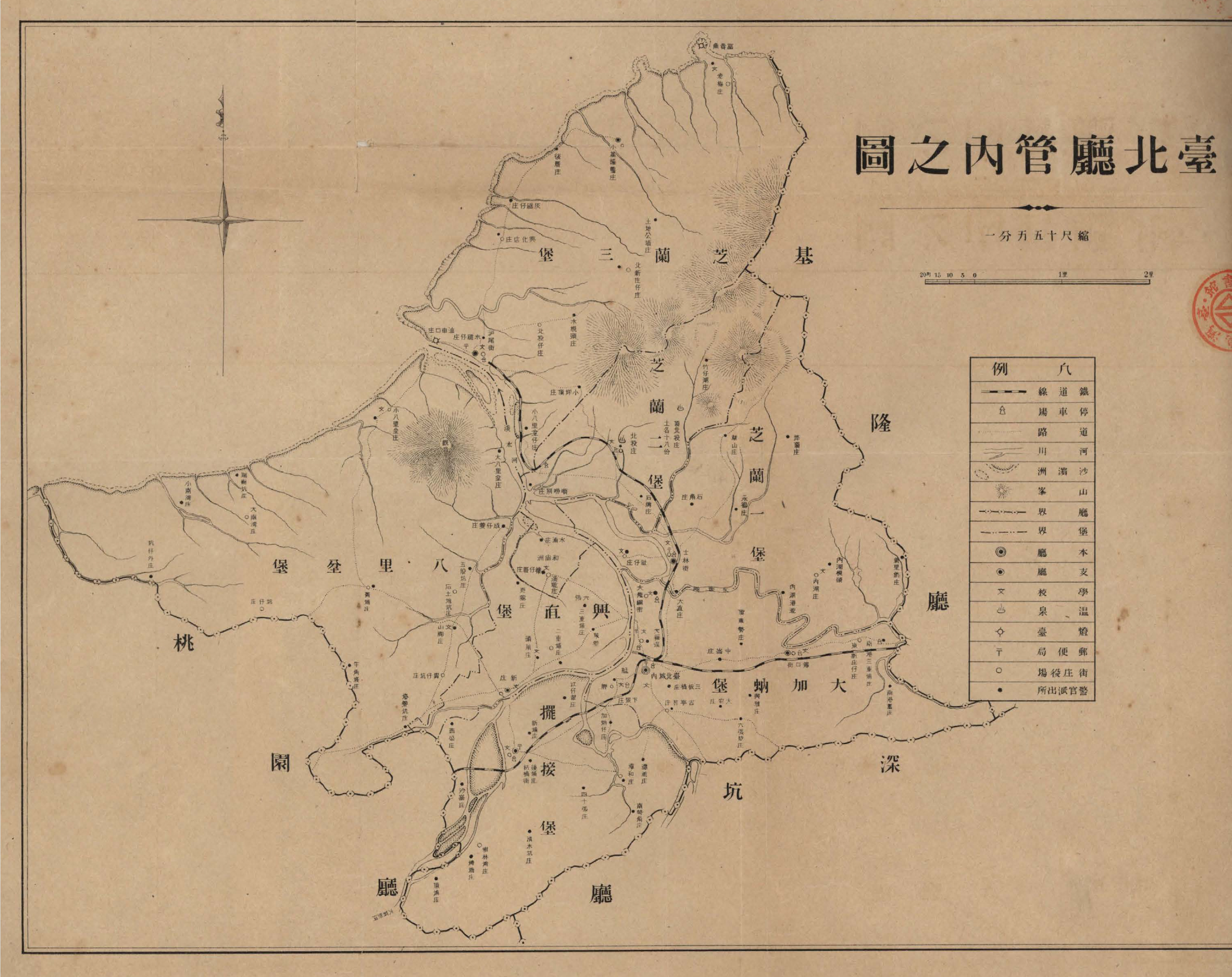
1907年臺北廳管內圖

1901年11月11月，臺灣的地方官制改正，廢除「縣」與「辨務署」，地方行政由三級制改為兩級制並改設「廳」與「支廳」。原本的台北縣改為台北廳、基隆廳、深坑廳、桃園廳和新竹廳等5廳，此時臺北廳的範圍東自竹仔山系、七星山系，西、北至海，南至南崁溪、大嵙崁溪及附近山系。
臺北廳成立時，下設錫口支廳、枋橋支廳、新庄支廳、士林支廳、滬尾支廳、小基隆支廳等6支廳；1901年12月17日，臺北廳劃分為39個區。1902年7月31日，芝蘭一堡、八里坌堡實施街庄整併。1904年4月1日，芝蘭二堡、芝蘭三堡、興直堡、擺接堡、大加蚋堡實施街庄整併。1905年4月19日，台北廳直轄的新庄仔庄改為「西新庄仔庄」；錫口支廳的新庄仔庄改為「東新庄仔庄」，里族庄（大加蚋堡）改為「舊里族庄」，里族庄（芝蘭一堡）改為「新里族庄」，三重埔庄改為「南港三重埔庄」，東勢庄改為「頂東勢庄」；滬尾支廳的新庄仔庄改為「北新庄仔庄」，沙崙庄改為「沙崙仔庄」，小八里坌庄改為「小八里坌仔庄」；士林支廳的東勢庄改為「下東勢庄」。1905年5月19日，加蚋仔庄從枋橋支廳改隸臺北廳直轄。1906年1月1日，臺北廳改設置以地名稱呼的28個區。
| 支廳       | 1901年 | 1906年     | 堡里     | 1904年整併後街庄 |
| 支廳       | 區     | 區         | 堡里     | 1904年整併後街庄 |
| ---------- | ------ | ---------- | -------- | --- |
| 臺北廳直轄 | 第1區  | 艋舺區     | 大加蚋堡 | 臺北城內、艋舺 |
| 臺北廳直轄 | 第2區  | 大稻埕區   | 大加蚋堡 | 大稻埕 |
| 臺北廳直轄 | 第3區  | 大龍峒區   | 大加蚋堡 | 大龍峒街、番仔溝庄、山仔腳庄、牛埔庄、西新庄仔庄、中庄仔庄、下埤頭庄、朱厝崙庄、上埤頭庄、中崙庄                                         |
| 錫口支廳   | 第3區  | 錫口區     | 大加蚋堡 | 上塔悠庄、下塔悠庄 |
| 錫口支廳   | 第5區  | 錫口區     | 大加蚋堡 | 興雅庄、三張犁庄、五份埔庄、中陂庄 |
| 錫口支廳   | 第6區  | 錫口區     | 大加蚋堡 | 錫口街、舊里族庄、頂東勢庄 |
| 錫口支廳   | 第7區  | 南港區     | 大加蚋堡 | 南港三重埔庄、東新庄仔庄、後山陂庄 |
| 錫口支廳   | 第8區  | 南港區     | 大加蚋堡 | 後山庄、四份仔庄、南港舊庄、南港大坑庄、山猪堀庄                                                                                         |
| 臺北廳直轄 | 第4區  | 古亭村區   | 大加蚋堡 | 下崁庄、崁頂庄、龍匣口庄、古亭村庄、林口庄、三板橋庄、大安庄、頂內埔庄、下內埔庄、六張犁庄                                               |
| 臺北廳直轄 | 第4區  | 古亭村區   | 擺接堡   | 加蚋仔庄（原屬枋橋支廳） |
| 枋橋支廳   | 第18區 | 枋橋區     | 擺接堡   | 枋橋街、後埔庄、四汴頭庄、湳仔庄、番仔園庄、沙崙庄、溪洲庄                                                                               |
| 枋橋支廳   | 第19區 | 枋橋區     | 擺接堡   | 深坵庄、埔墘庄、港仔嘴庄、下深坵庄、江仔翠庄、新埔庄、社後庄、崁頭厝庄                                                                   |
| 枋橋支廳   | 第20區 | 土城區     | 擺接堡   | 柑林埤庄、員林庄、清水坑庄、廷藔坑庄、埤塘庄                                                                                             |
| 枋橋支廳   | 第21區 | 土城區     | 擺接堡   | 頂埔庄、媽祖田庄、大安藔庄 |
| 枋橋支廳   | 第22區 | 枋藔區     | 擺接堡   | 漳和庄、中坑庄、四十張庄、外員山庄、員山仔庄、永和庄                                                                                     |
| 枋橋支廳   | 第23區 | 枋藔區     | 擺接堡   | 龜崙蘭溪洲庄、潭墘庄、南勢角庄、秀朗庄                                                                                                   |
| 新庄支廳   | 第15區 | 新庄區     | 擺接堡   | 西盛庄 |
| 新庄支廳   | 第15區 | 新庄區     | 興直堡   | 新庄、海山頭庄、營盤庄、桕仔林庄、埤角庄                                                                                                 |
| 新庄支廳   | 第16區 | 新庄區     | 興直堡   | 頭前庄、中港厝庄 |
| 新庄支廳   | 第16區 | 二重埔區   | 興直堡   | 更藔庄、新塭庄 |
| 新庄支廳   | 第17區 | 二重埔區   | 興直堡   | 二重埔庄、三重埔庄 |
| 新庄支廳   | 第33區 | 五股坑區   | 八里坌堡 | 觀音坑庄、成仔藔庄、洲仔庄、五股坑庄 |
| 新庄支廳   | 第34區 | 五股坑區   | 八里坌堡 | 石土地公庄、水碓庄 |
| 新庄支廳   | 第34區 | 貴仔坑區   | 八里坌堡 | 山腳庄、楓樹腳庄、大窠坑庄 |
| 新庄支廳   | 第35區 | 貴仔坑區   | 八里坌堡 | 頂田心仔庄、義學庄、崎仔腳庄、貴仔坑庄、下坡角庄、十八份坑庄、頂坡角庄                                                                   |
| 新庄支廳   | 第36區 | 貴仔坑區   | 八里坌堡 | 塔藔坑庄 |
| 新庄支廳   | 第36區 | 樹林口區   | 八里坌堡 | 牛角坡庄 |
| 新庄支廳   | 第37區 | 樹林口區   | 八里坌堡 | 南勢埔庄、菁埔庄 |
| 新庄支廳   | 第39區 | 坑仔區     | 八里坌堡 | 坑仔口庄、坑仔外庄、坑仔庄 |
| 錫口支廳   | 第10區 | 內湖區     | 芝蘭一堡 | 北勢湖庄、內湖庄 |
| 錫口支廳   | 第11區 | 內湖區     | 芝蘭一堡 | 新里族庄 |
| 士林支廳   | 第9區  | 士林區     | 芝蘭一堡 | 士林街、林仔口庄、福德洋庄、大直庄、石角庄、湳雅庄、洲尾庄、三角埔庄、下東勢庄、公館地庄、永福庄、雙溪庄、坪頂庄、菁礐庄、草山庄、七股庄 |
| 士林支廳   | 第12區 | 社仔區     | 芝蘭一堡 | 社仔庄、溪州底庄 |
| 士林支廳   | 第13區 | 北投區     | 芝蘭二堡 | 北投庄、唭里岸庄、石牌庄、嗄嘮別、頂北投庄、竹仔湖庄                                                                                     |
| 士林支廳   | 第14區 | 和尚洲區   | 芝蘭二堡 | 和尚洲樓仔厝庄、和尚洲水湳庄、和尚洲南港仔庄、和尚洲中路庄、和尚洲溪墘庄、和尚洲中洲埔庄                                                 |
| 滬尾支廳   | 第32區 | 小八里坌區 | 八里坌堡 | 大八里坌庄、小八里坌庄、長道坑庄、下罟仔庄                                                                                               |
| 滬尾支廳   | 第38區 | 大南灣區   | 八里坌堡 | 大南灣庄、小南灣庄、大平嶺庄、瑞樹坑庄                                                                                                   |
| 滬尾支廳   | 第24區 | 滬尾區     | 芝蘭三堡 | 滬尾街 |
| 滬尾支廳   | 第26區 | 滬尾區     | 芝蘭三堡 | 庄仔內庄、竿蓁林庄、小八里坌仔庄 |
| 滬尾支廳   | 第25區 | 滬尾區     | 芝蘭三堡 | 油車口庄、沙崙仔庄、大庄埔庄、水碓仔庄                                                                                                   |
| 滬尾支廳   | 第25區 | 興化店區   | 芝蘭三堡 | 林仔街庄、下圭柔山庄 |
| 滬尾支廳   | 第28區 | 興化店區   | 芝蘭三堡 | 蕃薯藔庄、草埔尾庄、興化店庄、灰磘仔庄、大屯庄                                                                                           |
| 滬尾支廳   | 第27區 | 興化店區   | 芝蘭三堡 | 頂圭柔山庄 |
| 滬尾支廳   | 第27區 | 水梘頭區   | 芝蘭三堡 | 水梘頭庄、北投仔庄、中田藔庄 |
| 滬尾支廳   | 第26區 | 水梘頭區   | 芝蘭三堡 | 興福藔庄、小坪頂庄、三空泉庄、樹林口庄                                                                                                   |
| 小基隆支廳 | 第29區 | 北新庄仔區 | 芝蘭三堡 | 北新庄仔庄、土地公埔庄 |
| 小基隆支廳 | 第30區 | 小基隆區   | 芝蘭三堡 | 後厝庄、錫板庄、小基隆舊庄、小基隆新庄                                                                                                   |
| 小基隆支廳 | 第31區 | 老梅區     | 芝蘭三堡 | 老梅庄、石門庄、頭圍庄 |

### 1909年－1920年（十二廳時期）

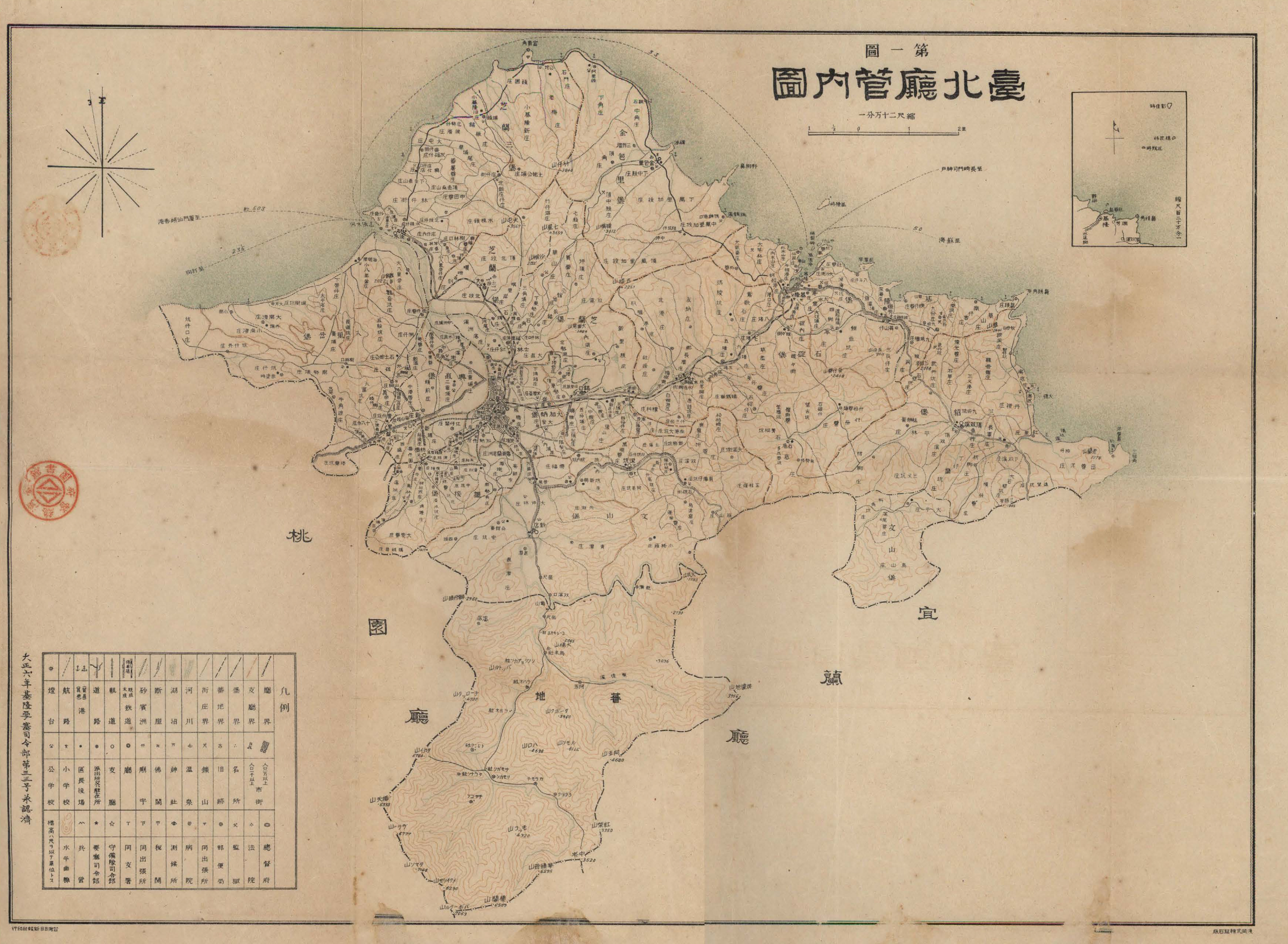
1917年臺北廳管內圖 (含蕃地)

1909年10月25日，台灣的行政區劃由二十廳整併為十二廳，基隆廳與深坑（坪林尾支廳除外）併入臺北廳，至此臺北廳下轄13個支廳。1910年2月4日，青潭庄從深坑支廳改隸新店支廳。1912年9月21日，滬尾支廳更名為「淡水支廳」，三板橋庄從古亭村區改隸大龍峒區，中萬里加投區改為「瑪鍊區」，石底區改為「平溪區」。1915年2月27日，小基隆支廳併入淡水支廳，瑞芳支廳併入基隆支廳。此時，臺北廳下轄錫口、枋橋、新庄、士林、淡水、金包里、水返腳、基隆、頂雙溪、深坑、新店等11個支廳，下設53個區長役場。
1918年3月19日，隸屬枋橋支廳的崁頭厝庄被公告廢止，併入枋橋街、新埔庄。1919年7月19日，由水返腳支廳管轄的暖暖街、碇內庄、八堵庄、港口庄改隸基隆支廳。1920年9月1日，新庄支廳八里坌堡的坑仔區改隸桃園廳，塔藔坑庄、牛角坡庄改隸桃園廳直轄龜崙口區。
1920年10月1日，台灣的行政區劃改為五州二廳，臺北廳、宜蘭廳、桃園廳三角湧支廳合併為台北州。
| 支廳       | 區         | 堡里     | 街庄 | 備註             |
| ---------- | ---------- | -------- | --- | ---------------- |
| 臺北廳直轄 | 古亭村區   | 擺接堡   | 加蚋仔庄（今萬華區南部） |                  |
| 臺北廳直轄 | 古亭村區   | 大加蚋堡 | 下崁庄（今萬華區中部）、崁頂庄、龍匣口庄、古亭村庄、林口庄、頂內埔庄（今中正區南部，即舊古亭區）、大安庄、下內埔庄、六張犁庄（今大安區東北部以外大部分及信義區西端）           |                  |
| 臺北廳直轄 | 艋舺區     | 大加蚋堡 | 臺北城內（今中正區北部，即舊城中區）、艋舺（今萬華區北部） |                  |
| 臺北廳直轄 | 大稻埕區   | 大加蚋堡 | 大稻埕（今大同區南部及中山區、中正區相鄰區域） |                  |
| 臺北廳直轄 | 大龍峒區   | 大加蚋堡 | 大龍峒街、番仔溝庄（今大同區北部）、山仔腳庄、牛埔庄、西新庄仔庄、中庄仔庄、上埤頭庄、朱厝崙庄、下埤頭庄、中崙庄、三板橋庄（今中山區大部分及松山區西端）                       |                  |
| 錫口支廳   | 錫口區     | 大加蚋堡 | 錫口街、舊里族庄、頂東勢庄、興雅庄、三張犁庄、五分埔庄、中陂庄、上塔悠庄、下塔悠庄（今松山區及信義區）                                                                         |                  |
| 錫口支廳   | 南港區     | 大加蚋堡 | 南港三重埔庄、東新庄仔庄、後山陂庄、後山庄、四分仔庄、南港舊庄、南港大坑庄、山猪窟庄（今南港區）                                                                                   |                  |
| 錫口支廳   | 內湖區     | 芝蘭一堡 | 北勢湖庄、內湖庄、新里族庄（今內湖區） |                  |
| 士林支廳   | 士林區     | 芝蘭一堡 | 士林街、林仔口庄、福德洋庄、大直庄、石角庄、湳雅庄、洲尾庄、三角埔庄、下東勢庄、公館地庄、永福庄、雙溪庄、埤頂庄、菁礐庄、草山庄、七股庄（今台北市士林區大部分及中山區大直端） |                  |
| 士林支廳   | 社仔區     | 芝蘭一堡 | 社仔庄、溪洲底庄（今台北市士林區社子島） |                  |
| 士林支廳   | 北投區     | 芝蘭二堡 | 唭里岸庄、北投庄、石牌庄、嘎嘮別庄、頂北投庄、竹仔湖庄（今台北市北投區） |                  |
| 士林支廳   | 和尚洲區   | 芝蘭二堡 | 和尚洲樓仔厝庄、和尚洲水湳庄、和尚洲中路庄、和尚洲南港仔庄、和尚洲溪墘庄、和尚洲中洲埔庄（今新北市蘆洲區與台北市士林區社子島西北端）                                           |                  |
| 枋橋支廳   | 枋橋區     | 擺接堡   | 枋橋庄、後埔庄、四汴頭庄、湳仔庄、番仔園庄、沙崙庄、溪洲庄、深坵庄、埔墘庄、港嘴仔庄、下深坵庄、江仔翠庄、新埔庄、社後庄、崁頭厝庄（今新北市板橋區）                           | [ 13 ]           |
| 枋橋支廳   | 土城區     | 擺接堡   | 柑林埤庄、員林庄、清水坑庄、延藔坑庄、埤塘庄、頂埔庄、媽祖田庄、大安藔庄（今新北市土城區）                                                                                     |                  |
| 枋橋支廳   | 枋藔區     | 擺接堡   | 漳和庄、中坑庄、四十張庄、外員山庄、員山仔庄、永和庄、龜崙蘭溪洲庄、潭墘庄、南勢角庄、秀朗庄（今新北市中和區、永和區）                                                         |                  |
| 新庄支廳   | 新庄區     | 擺接堡   | 西盛庄（今新北市新莊區西南部西盛地區） |                  |
| 新庄支廳   | 新庄區     | 興直堡   | 新庄、頭前庄、中港厝庄、海山頭庄、營盤庄、桕仔林庄、埤角庄（今新北市新莊區） |                  |
| 新庄支廳   | 二重埔區   | 興直堡   | 更藔庄、新塭庄、二重埔庄、三重埔庄（今新北市三重區、五股區東南部更藔、興珍地區）                                                                                               |                  |
| 新庄支廳   | 五股坑區   | 八里坌堡 | 觀音坑庄、洲仔庄、成仔藔庄、五股坑庄、石土地公庄、水碓庄（今新北市五股區） |                  |
| 新庄支廳   | 貴仔坑區   | 八里坌堡 | 山腳庄、楓樹腳庄、大窠坑庄、頂田心仔庄、義學庄、崎仔腳庄、貴仔坑庄、下陂角庄、十八分坑庄、頂坡角庄、塔藔坑庄（今新北市泰山區、新莊區西北部丹鳳、迴龍地區）                     |                  |
| 新庄支廳   | 樹林口區   | 八里坌堡 | 牛角坡庄、南勢埔庄、菁埔庄 |                  |
| 新庄支廳   | 坑仔區     | 八里坌堡 | 坑仔口庄、坑仔外庄、坑仔庄 | 後屬桃園廳       |
| 淡水支廳   | 淡水區     | 芝蘭三堡 | 淡水街、小八里坌仔庄、庄仔內庄、竿蓁林庄、沙崙仔庄、油車口庄、大庄埔庄、水碓仔庄（今新北市淡水區市區）                                                                         | 原稱滬尾區       |
| 淡水支廳   | 興化店區   | 芝蘭三堡 | 頂圭柔山庄、蕃薯藔庄、草埔尾庄、林仔街庄、下圭柔山庄、興化店庄、灰磘仔庄、大屯庄（今新北市淡水區北部）                                                                         |                  |
| 淡水支廳   | 水梘頭區   | 芝蘭三堡 | 北投仔庄、三空泉庄、樹林口庄、小坪頂庄、興福藔庄、水梘頭庄、中田藔庄（今新北市淡水區東南部）                                                                                   |                  |
| 淡水支廳   | 小八里坌區 | 芝蘭三堡 | 大八里坌庄、小八里坌庄、長道坑庄、下罟仔庄（今新北市八里區） |                  |
| 淡水支廳   | 大南灣區   | 芝蘭三堡 | 大南灣庄、小南灣庄、瑞樹坑庄、大平嶺庄（今新北市林口區濱海地區） |                  |
| 淡水支廳   | 北新庄仔區 | 芝蘭三堡 | 北新庄仔庄、土地公埔庄（今新北市三芝區東南部北新庄地區） | 原屬小基隆支廳   |
| 淡水支廳   | 小基隆區   | 芝蘭三堡 | 後厝庄、錫板庄、小基隆舊庄、小基隆新庄（今新北市三芝區） | 原屬小基隆支廳   |
| 淡水支廳   | 老梅區     | 芝蘭三堡 | 老梅庄、石門庄、頭圍庄（今新北市石門區） | 原屬小基隆支廳   |
| 金包里支廳 | 金包里區   | 金包里堡 | 下中股庄、下萬里加投庄、頂中股庄、頂角庄、中角庄（今新北市金山區與萬里區西半部）                                                                                               |                  |
| 金包里支廳 | 阿里荖區   | 金包里堡 | 下角庄（今新北市石門區東半部） |                  |
| 金包里支廳 | 瑪鍊區     | 金包里堡 | 頂萬里加投庄、中萬里加投庄（今新北市萬里區東半部） | 原稱中萬里加投區 |
| 水返腳支廳 | 水返腳區   | 石碇堡   | 水返腳街、保長坑庄、鄉長厝庄、十三份庄、橫科庄、康誥坑庄、白匏湖庄、樟樹灣庄、北港庄、社後庄、叭嗹港庄、鵠鵠崙庄、茄苳腳庄、石硿仔庄、姜仔藔庄（今新北市汐止區）               |                  |
| 水返腳支廳 | 瑪陵坑區   | 石碇堡   | 瑪陵坑庄、友蚋庄、鶯歌石庄（隸屬於今基隆市安樂區,基隆市七堵區） |                  |
| 水返腳支廳 | 五堵區     | 石碇堡   | 五堵庄、六堵庄、七堵庄、草濫庄（隸屬於今基隆市七堵區） |                  |
| 水返腳支廳 | 什份藔     | 石碇堡   | 什份藔庄 |                  |
| 水返腳支廳 | 平溪區     | 石碇堡   | 石底庄 | 原稱石底區       |
| 基隆支廳   | 暖暖區     | 石碇堡   | 暖暖庄、碇內庄、八堵庄、港口庄（隸屬於今基隆市暖暖區） | 原屬水返腳支廳   |
| 基隆支廳   | 𫙮魚坑區   | 石碇堡   | 𫙮魚坑庄、四腳亭庄、大坑埔庄、三爪仔庄 | 原屬瑞芳支廳     |
| 基隆支廳   | 瑞芳區     | 基隆堡   | 柑仔瀨庄、龍潭堵庄、深澳庄、鼻頭庄、焿仔藔庄、九份庄、九芎橋庄、猴硐庄、南仔吝庄、水南洞庄、草山庄                                                                             | 原屬瑞芳支廳     |
| 基隆支廳   | 基隆區     | 基隆堡   | 基隆街、仙洞庄、牛稠港庄、石硬港庄、田藔港庄、大水窟庄、大沙灣庄、社藔庄、深澳坑庄、八斗仔庄、獅球嶺庄、大武崙庄、蚵殼港庄、內木山庄、外木山庄、大竿林庄                       |                  |
| 頂雙溪支廳 | 頂雙溪區   | 三貂堡   | 頂雙溪庄、魚行庄、武丹坑庄、石壁坑庄、三叉港庄、石笋庄、燦光藔庄、平林庄、柑腳庄、三叉坑庄                                                                                     |                  |
| 頂雙溪支廳 | 槓仔藔區   | 三貂堡   | 槓仔藔庄、丁仔蘭坑庄、大石壁坑庄、長潭庄、枋腳庄、下雙溪庄、遠望坑庄、田藔洋庄                                                                                                 |                  |
| 頂雙溪支廳 | 澳底區     | 三貂堡   | 澳底庄、丹裡庄、撈洞庄、雞母嶺庄、社里庄 |                  |
| 頂雙溪支廳 | 大平區     | 文山堡   | 大平庄、烏山庄、溪尾藔庄、料角坑庄 |                  |
| 深坑支廳   | 深坑區     | 文山堡   | 深坑仔庄、土庫庄、升高坑庄、烏月庄、萬順藔庄、阿柔坑庄 |                  |
| 深坑支廳   | 陂內坑區   | 文山堡   | 陂內坑庄 |                  |
| 深坑支廳   | 小格頭區   | 文山堡   | 小格頭庄、蓬菜藔庄、烏塗窟庄 |                  |
| 深坑支廳   | 楓仔林區   | 文山堡   | 雙溪庄、楓仔林庄、大溪墘庄、松柏崎庄、挑藔庄、新興坑庄、鹿窟庄 |                  |
| 深坑支廳   | 石碇區     | 文山堡   | 石碇庄、玉桂嶺庄、員潭仔坑庄、崩山庄 |                  |
| 新店支廳   | 景尾區     | 文山堡   | 萬盛庄、興福庄 |                  |
| 新店支廳   | 安坑區     | 文山堡   | 安坑庄 |                  |
| 新店支廳   | 新店區     | 文山堡   | 大坪林庄、青潭庄、直潭庄 |                  |
| 新店支廳   | 木柵區     | 文山堡   | 內湖庄 |                  |

### 蕃地
1910年4月1日，在新店支廳管轄的蕃地設置リモガン（李茂干）隘勇監督所（下轄冷水、紅葉、三溪、タナラン（多良南）、蕨野、木立、清水、初戰、會見、櫻木、一休、御旗、見晴隘勇監督分遣所、砲臺），插天山隘勇監督所（下轄雲上隘勇監督分遣所），以及屈尺、溪底、火燒樟、ウライ（烏來）、シロガン、ラハオ（溪口臺）、霧降瀧、田村坂、坂上、瀧見、吉村、ユタク、雙溪、端山、櫻坂、トンロク、阿玉溪、乾溝蕃務官吏駐在所。這些單位在之後逐漸縮編，在1910年12月24日公告的編制如下：
- 屈尺蕃務官吏駐在所
  - 直轄
  - 乾溝蕃務官吏駐在所
  - 溪底蕃務官吏駐在所
  - ウライ蕃務官吏駐在所
  - 阿玉蕃務官吏駐在所
  - ラハオ蕃務官吏駐在所
- リモガン蕃務官吏駐在所
  - 直轄
  - トンロク蕃務官吏駐在所
  - カラモチ蕃務官吏駐在所
  - シタック蕃務官吏駐在所
  - チヤコン蕃務官吏駐在所：1911年5月25日公告設立[20]
  - タラナン（塔拉南）蕃務官吏駐在所：1911年5月25日公告設立[20]

## 臺北廳廳舍
臺北廳廳舍原為臺北縣廳舍，是沿用清治時期的臺北府署建築，位在臺北城內府中街（臺灣鐵道飯店西側）。新的臺北廳廳舍在1912年動工，是由臺灣總督府的技師森山松之助設計，位置在臺北城東側的三板橋庄土名刺仔埒，在1915年4月落成。之後，臺北廳廳舍在1915年6月1日遷移到新廳舍（財務課在1916年10月1日才遷出）。臺北廳廳舍在後來成為臺北州廳，目前為監察院廳舍，為國定古蹟。

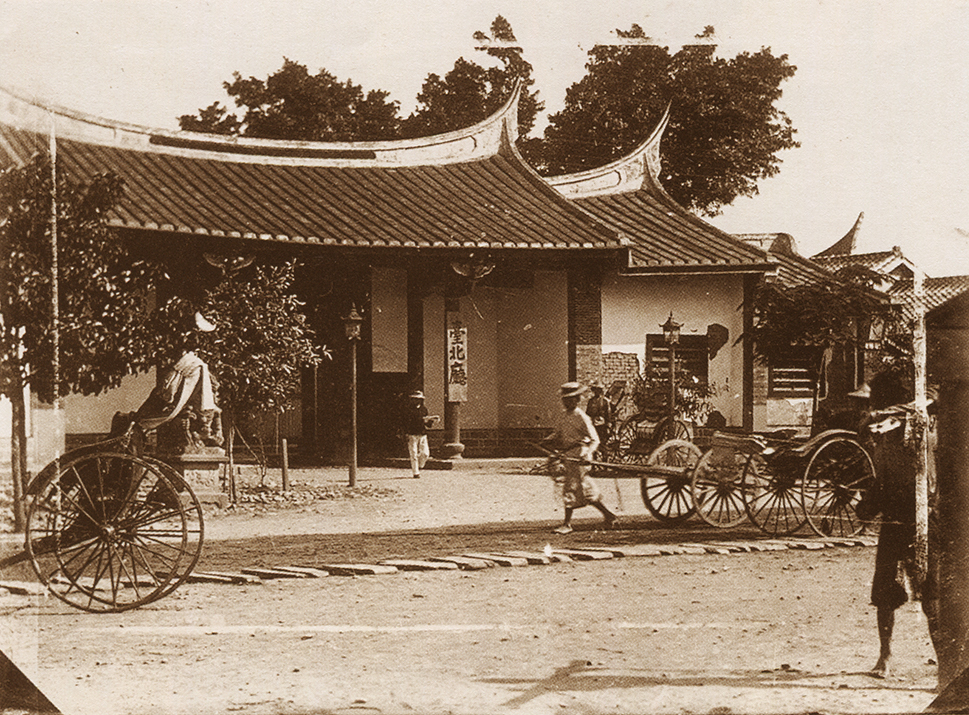
臺北廳舍是臺北廳的行政中樞。圖中所示，初期沿用臺北府署，因此外觀與清代的府衙無異。
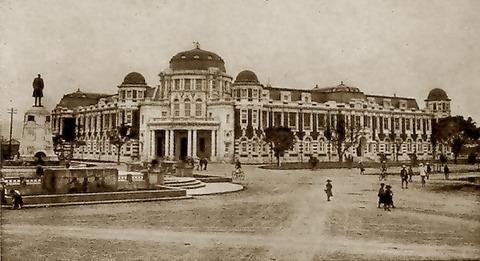
新臺北廳廳舍 (後來的臺北州廳)

## 歷任廳長
| 任次 | 肖像 | 姓名 (生–卒)         | 在任時間       | 在任時間       | 備註                          |
| ---- | ---- | -------------------- | -------------- | -------------- | ----------------------------- |
| 1    |      | 菊池末太郎 (？–？)   | 1901年11月11日 | 1903年9月16日  |                               |
| 2    |      | 佐藤友熊 (1866–1923) | 1903年9月16日  | 1907年9月12日  |                               |
| 3    |      | 加藤尚志 (？–？)     | 1907年9月12日  | 1909年10月25日 | 瑠公圳改建竣工。              |
| 4    |      | 井村大吉 (1873–1927) | 1909年10月25日 | 1914年7月1日   |                               |
| 5    |      | 加福豐次 (1876–1921) | 1914年7月1日   | 1917年9月26日  |                               |
| 6    |      | 富島元治 (1874–1945) | 1917年9月26日  | 1919年5月21日  | 兼任南投廳長至1917年10月1日。 |
| 7    |      | 今川淵 (1886–？)     | 1919年5月21日  | 1920年5月21日  |                               |
| 8    |      | 梅谷光貞 (1880–1936) | 1920年5月21日  | 1920年10月1日  |                               |

#### 附註
1. ↑  原宜蘭廳長。
2. ↑  原彰化廳長。
3. ↑  原民政部通信局郵務課長。

## 人口
| 堡里     | 日本人 | 日本人 | 台灣人  | 台灣人  |
| 堡里     | 男     | 女     | 男      | 女      |
| -------- | ------ | ------ | ------- | ------- |
| 大加蚋堡 | 20,535 | 17,762 | 57,013  | 56,043  |
| 擺接堡   | 127    | 94     | 22,719  | 21,408  |
| 興直堡   | 57     | 48     | 11,850  | 11,271  |
| 八里坌堡 | 38     | 18     | 17,008  | 15,041  |
| 芝蘭一堡 | 152    | 115    | 16,286  | 14,535  |
| 芝蘭二堡 | 179    | 192    | 10,776  | 9,816   |
| 芝蘭三堡 | 573    | 514    | 17,496  | 15,685  |
| 金包里堡 | 59     | 53     | 10,630  | 8,784   |
| 石碇堡   | 261    | 159    | 19,671  | 17,371  |
| 基隆堡   | 5,473  | 4,748  | 20,092  | 17,847  |
| 三貂堡   | 172    | 119    | 13,827  | 11,586  |
| 文山堡   | 187    | 159    | 21,599  | 19,528  |
| 彭佳嶼   | 5      | 7      | 4       | 0       |
| 蕃地     | 60     | 37     | 664     | 409     |
| 水面     | 603    | 2      | 387     | 0       |
| 總計     | 28,481 | 24,027 | 240,029 | 219,324 |

## 教育
在初等普通教育方面，1916年（大正五年）台北廳官方所設專供日本人就讀之小學校共20所，教員183人，學童合計5,740人；而專供台灣人就學之公學校共49所，教員328人，學童合計13,883人。除此之外，尚有淡水女子學校預科及基隆夜間學校2所私立學校。
在高等普通教育方面，官立的有總督府直轄的台北中學校、台北女學校及國語學校國語部等3所；私立的則有台北中學會、成淵學校本科、淡水中學校及淡水女學校高等科等4所。師範教育機構則有國語學校師範部及國語學校附屬女學校2所。